# Alyse Brisson
Pour les personnes ayant le même patronyme, voir Brisson.
Alyse Brisson (Paris, 1951 - ) est une éleveuse de chats de race et écrivain de livres de références française. Son activité est reconnue tant par son élevage d'abyssins que pour ces livres en langue française sur la génétique des couleurs.

## Biographie
Alyse Brisson naît à Paris en 1951. Sa famille vit dans l'Yonne jusqu'à ses sept ans, puis déménage à Alger puis Hassi Messaoud en Algérie. L'indépendance de l'Algérie dessine le retour en France métropolitaine en 1962. 
Alyse Brisson est entourée de chats dès son plus jeune âge, mais c'est en 1977 qu'elle entre dans le milieu du chat de race à la suite de la visite d'une exposition féline où elle acquiert Mélinda de la Vanoise, une chatte siamoise lilac point. Elle s'aperçoit du manque d'information à propos de la génétique des couleurs du chat dès 1978 et commence à noter les couleurs des chatons de portées de siamois et orientaux. Le professeur Michel Franck de l'école nationale vétérinaire de Lyon lui montre par la suite les travaux de Roy Robinson sur la génétique des robes félines. Ces recherches forment la base de son premier livre de référence De quelle couleur seront mes chatons ? sorti en 1990.
En 1985, lorsque ses finances le lui permettent, elle achète Ariane des Teyssonière, une chatte abyssin qui formera la base de son élevage. Elle sélectionne sa lignée depuis le mariage en 1986 de son abyssin et d'un british shorthair chinchilla qui introduit le gène argent. L'affixe de son élevage est tout d'abord « d'Alyse de la Pagerie », puis devient en 2006 « d'Alyse Pagerie ».
À partir de 2004, elle entame une formation pour devenir juge pour les expositions félines. Elle obtient son CETAC puis passe différents examens de juge. En 2020, elle est juge toute race au Livre officiel des origines félines (LOOF)
En 2003, elle publie Le Chat de race, contenant à nouveau des informations sur la génétique des couleurs, mais également des conseils d'élevage du chat de race. En 2006, Alyse Brisson réalise un livre similaire Le chien de race. Elle tient également une chronique dans le magazine Atout chat[réf. nécessaire]. Les connaissances d'Alyse Brisson en matière de génétique des couleurs sont reconnues dans la profession d'éleveur de chat de race francophone ; l'Association pour la Promotion du british et du scottish ou encore le Club français du bleu russe ont par exemple fait appel à son avis pour expliquer l'apparition de certaines robes de chats. 

## Liste des livres publiés
- (fr) Alyse Brisson, De quelle couleur seront mes chatons ? : Abrégé de génétique de la robe, Éditions du Point Vétérinaire, 1990, 104 p. (ISBN 978-2-86326-071-5)
- (fr) Alyse Brisson, Le chat de race : Conseil d'élevage et abrégé de génétique de la robe, Chiron, 2004, 204 p. (ISBN 978-2-7027-1027-2)
- (fr) Alyse Brisson, Le Chien de Race : Conseil d'élevage & abrégé de génétique de la robe, Paris, Chiron, 2006, 159 p. (ISBN 978-2-7027-1159-0)
- (fr) Alyse Brisson, Le nouveau chat de race-3ème édition : Conseil d'élevage et abrégé de génétique de la robe, JMG éditions, 2016, 300 p. (ISBN 978-2-919351-38-1)
- (gb) Alyse Brisson, Get the right stud for the right litter, JMG édition, 2021, 271 p.  (ISBN 978-2-35784-082-9).